# Run Hide Fight - Sotto assedio
Run Hide Fight - Sotto assedio (Run Hide Fight) è un film del 2020 diretto da Kyle Rankin.

## Trama
Zoe è una studentessa di una scuola superiore statunitense. Mentre è in bagno all'ora di pranzo, quattro studenti armati prendono in ostaggio le persone presenti nella mensa. Resasi conto della situazione, Zoe si prodiga per l'evacuazione degli studenti presenti nelle aule e per salvare gli ostaggi.

## Distribuzione
Il film è stato distribuito sulle piattaforme streaming a partire dal 1º giugno 2021.